# Сідловий тягач

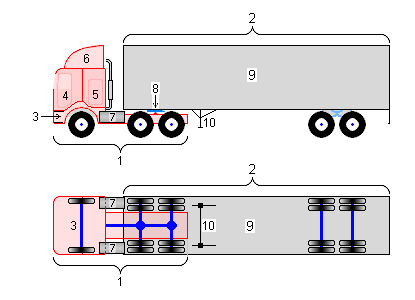
Сідельний тягач «європейської» (безкапотної) схеми
1. Тягач.
2. Напівпричіп.
3. Моторний відсік.
4. Кабіна.
5. Спальне місце (може бути відсутнім).
6. Обтічник.
7. Паливні баки.
8. Сідло.
9. Кузов.
10. Висувна опора.

Зображення тягача

Сідельний тягач — вид тягача, який працює з напівпричепами, що приєднуються до машини за допомогою спеціального зчіпного механізму — сідлового (сідла). Це дозволяє напівпричепу надійно кріпитися до тягача. Деякі з найбільших сідлових тягачів можуть нагадувати поїзди за своїми розмірами та способом використання. Коли сідловий тягач об'єднується з напівпричепом, вони утворюють сідловий автопоїзд, який часто називають у народі «фурою».

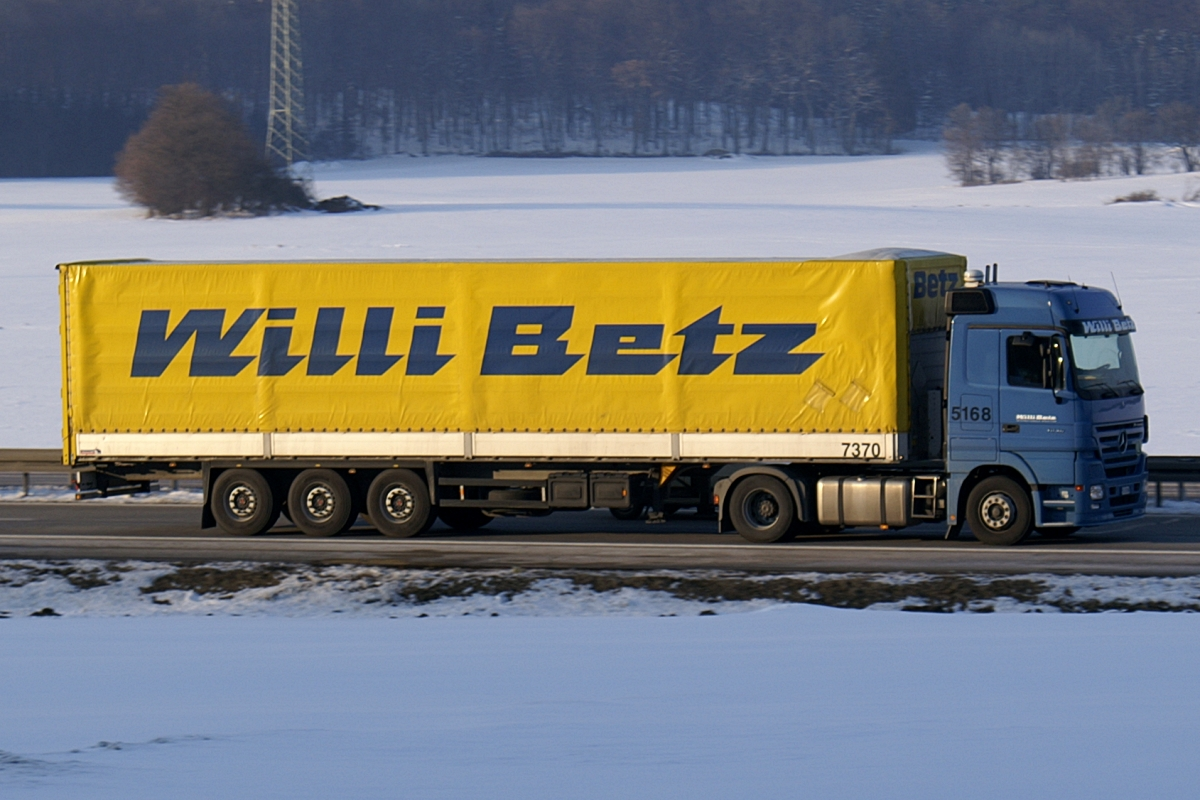
Безкапотний сідельний тягач

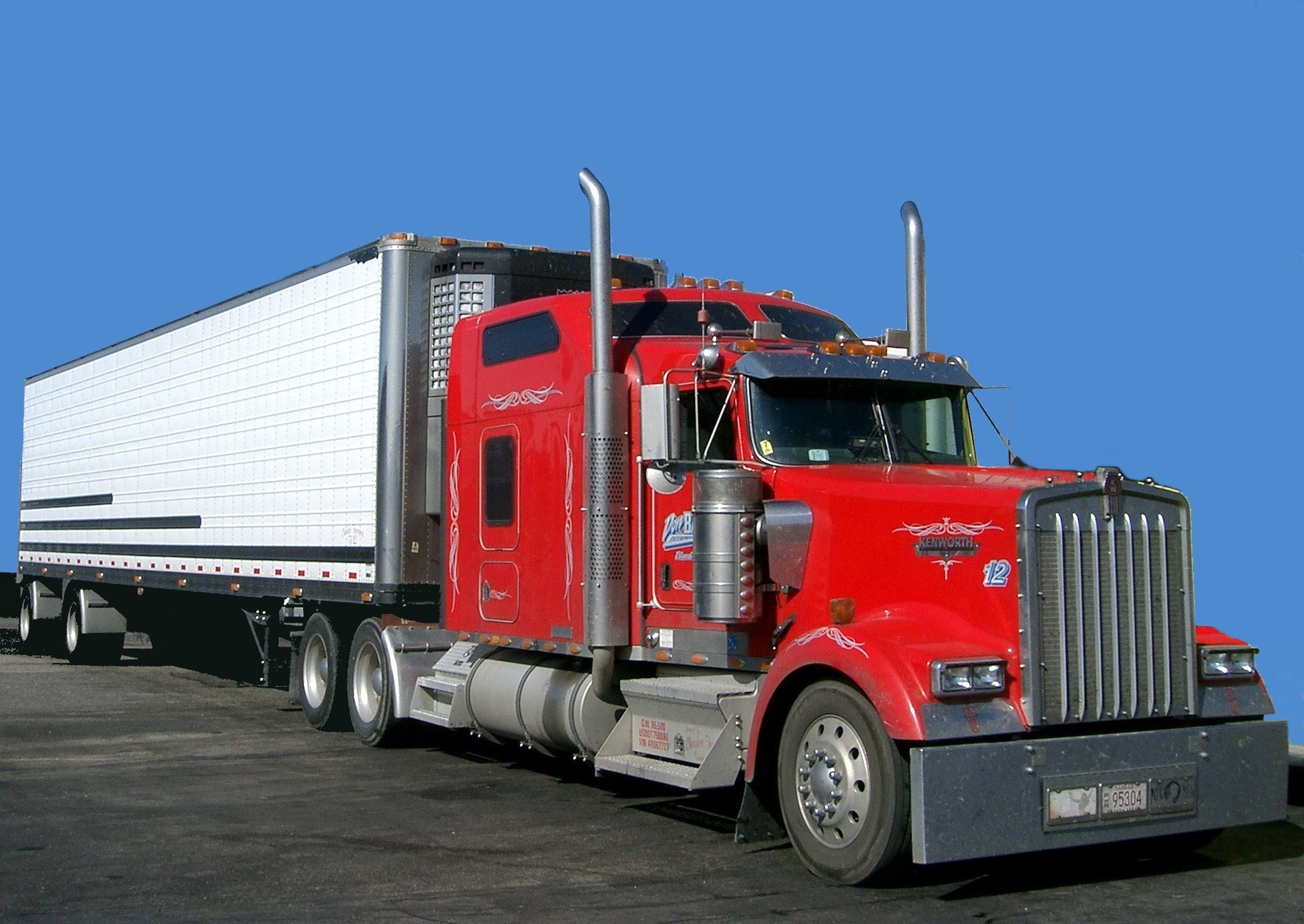
Капотний сідельний тягач Kenworth W900

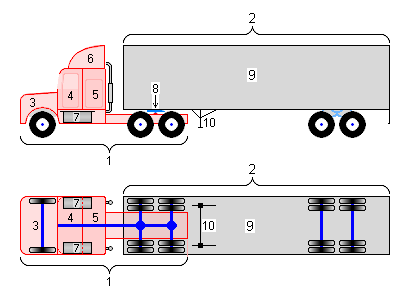
Сідельний тягач «американської» (капотної) схеми. Така схема прийнята в країнах, де немає жорстких обмежень щодо довжини транспортного засобу (США, Австралія).
1. Тягач.
2. Напівпричіп.
3. Моторний відсік.
4. Кабіна.
5. Спальне місце (може бути відсутнім).
6. Обтічник.
7. Паливні баки.
8. Сідло.
9. Кузов.
10. Висувна опора.

## Переваги
- Висока ємність (у порівнянні зі звичайними вантажівками); сідельний тягач може возити довгомірні вантажі.[1]
- Високе співвідношення вантажопідйомності до власної ваги. Відповідно — високий ККД і низька вартість великих перевезень.
- Добра маневровість (в порівнянні з вантажівкою тієї ж довжини). Можливий задній хід (на відміну від вантажівки з причепом).
- Причепи і тягачі легко замінюються.
- На складському майданчику або палубі порома напівпричіп може переміщатися не тягачем, а більш маневреним буксиром.

## Недоліки
- Не такий стійкий, як звичайна вантажівка.
- Тягач неефективний без напівпричепа (втім, напівпричіп можна перетворити на причіп, встановивши його на підкотний візок).

## Застосування в армії
У багатьох арміях світу, включаючи українську, тягачі легко знайшли своє застосування для буксирування артилерійских, протиповітряних та інших систем, а так само для перевезення бронетехніки і просто господарських завдань. Одним із виробників в Україні є Кременчуцький завод комунальної техніки, що виробляє техніку, на основі сідельних тягачів, для потреб ЗСУ і для відбудови України.

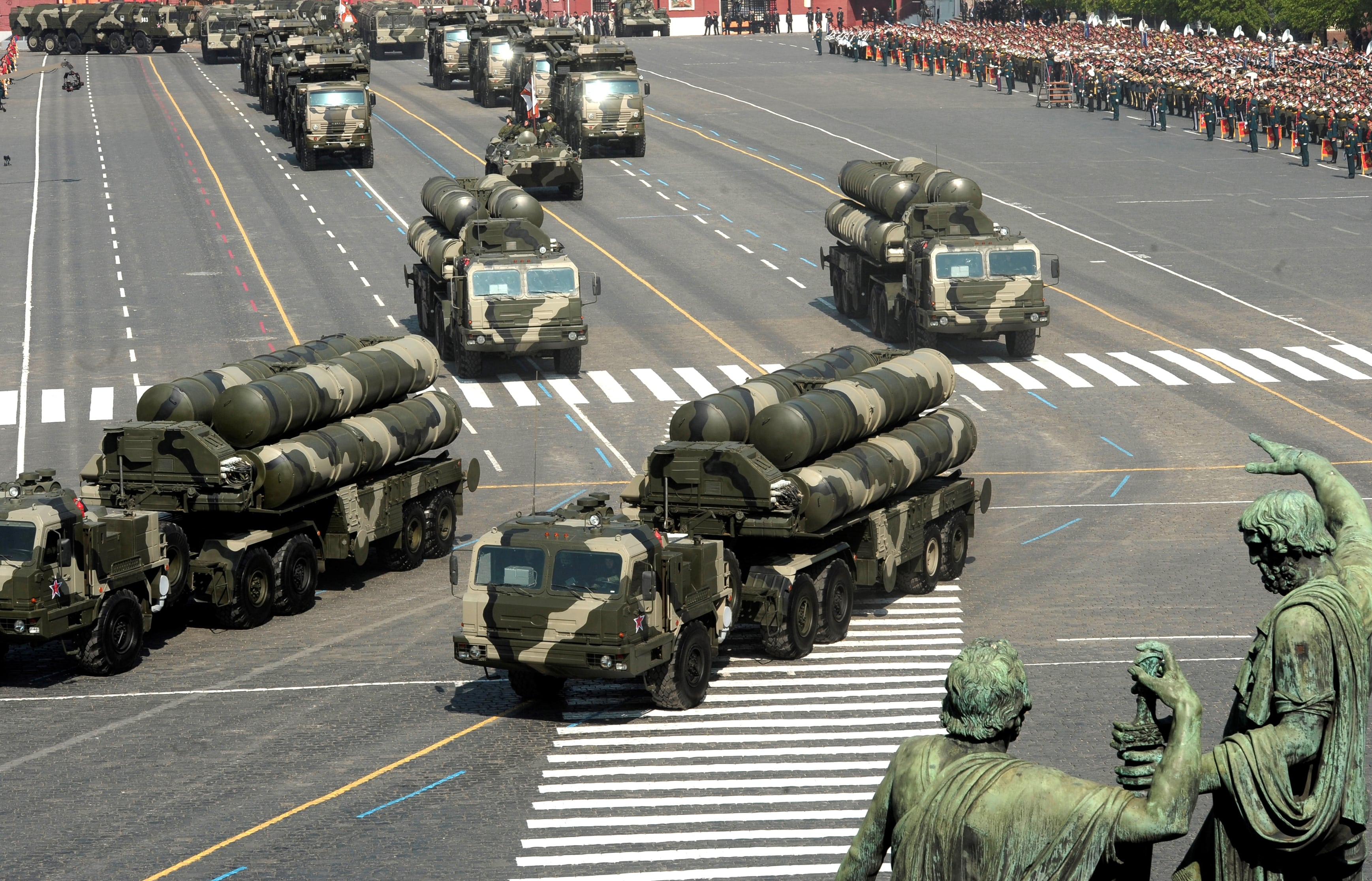
Тягачі БАЗ 64022 буксирують системи ППО С-400 на параді 9 травня в Москві.

## Історія
Виробництво сідельних тягачів (ЗІС-10) в СРСР освоєно 1934 року.

## Відмінності між європейським і американським типами
| Європейський тип | Американський тип |
| --- | --- |
| Більшість європейських тягачів мають безкапотну гранично компактну сталеву кабіну з металу. | Американські тягачі в основному капотні, їх кабіни виконані зі скловолокна або хімічних волокон                                                                |
| На європейських сідельних тягачах здебільшого дискові гальма, мають АБС, також спрацьовують на втрату тиску в гальмівній системі. | На американських майже всюди барабанні гальма, які не спрацьовують на втрату тиску.                                                                            |
| Тягачі європейського типу найчастіше мають 2 мости, три і більше — набагато рідше. | Американські найчастіше мають 3 мости, 2 з яких ведучі. |
| Уніфікація типорозмірності дисків доведена майже до 100 % | Диски так само уніфіковані, але інший стандарт. |
| У європейських тягачів, що мають 3 і більше мостів, практично скрізь є механізм підйому зайвих мостів під час їзди без вантажу. | У американських тягачів такого практично не буває. |
| Напівпричепи європейського типу, в тому числі й українського виробництва, обладнюють протипідкітними брусами, що перешкоджають попадання легкових автомобілів та інших малогабаритних транспортних засобів у простір під напівпричепом між заднім мостом тягача та шасі напівпричепа. \|\| Американські трейлери такими брусами не обладнані. | |
| Серед європейських тягачів існує чіткий поділ як за кількістю мостів, так і за потужністю. | Більшість американських тягачів можуть бути одночасно середніми і важкими, це залежить тільки від редуктора і потужності мотора.                               |
| Тягачі європейського типу, включаючи машини російського, українського і навіть китайського виробництва мають бортову напругу 24 вольти, що зменшує втрату при передачі струму до причепа. | Напруга бортової мережі американських тягачів — 12 вольтів, що дає можливість завестися від легкової машини.                                                   |
| Дозволена швидкість всіх вантажівок, вагою понад 3,5 тонн у всіх європейських країнах, включаючи Україну і Росію, становить 90 км/год або 25 м/с. | У Канаді, США та Мексиці швидкість руху вантажівок обмежена на 70 миль на годину, що в перекладі на метричну систему означає 112 км/год або 31, 25 (31,25 М/С) |
| У вантажівок європейського типу в разі втрати тиску в гальмівній системі відбувається екстрене гальмування. | У вантажівок американського типу в разі втрати тиску гальма взагалі не працюють.                                                                               |

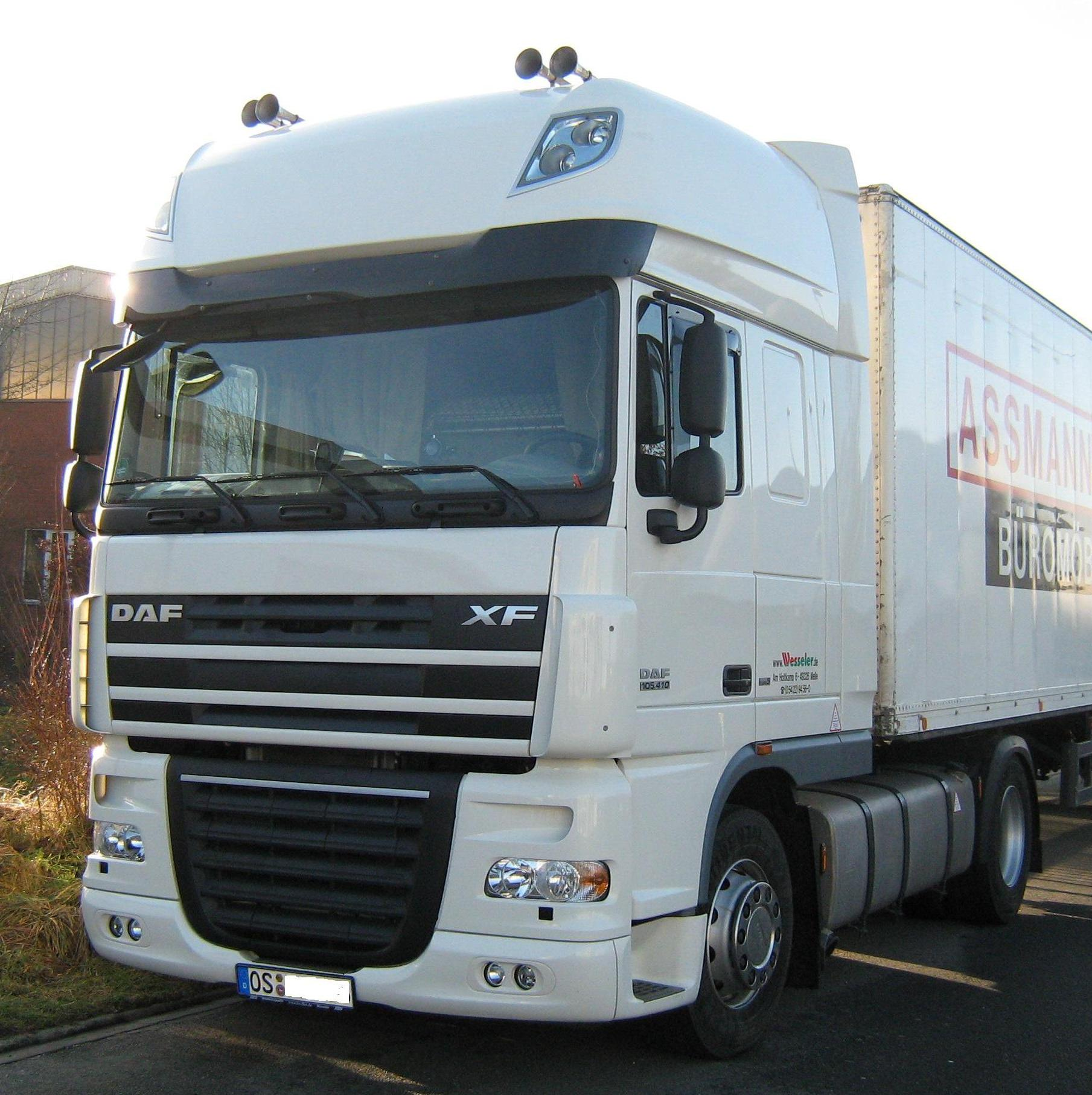
Тягач європейського типу DAF XF 105
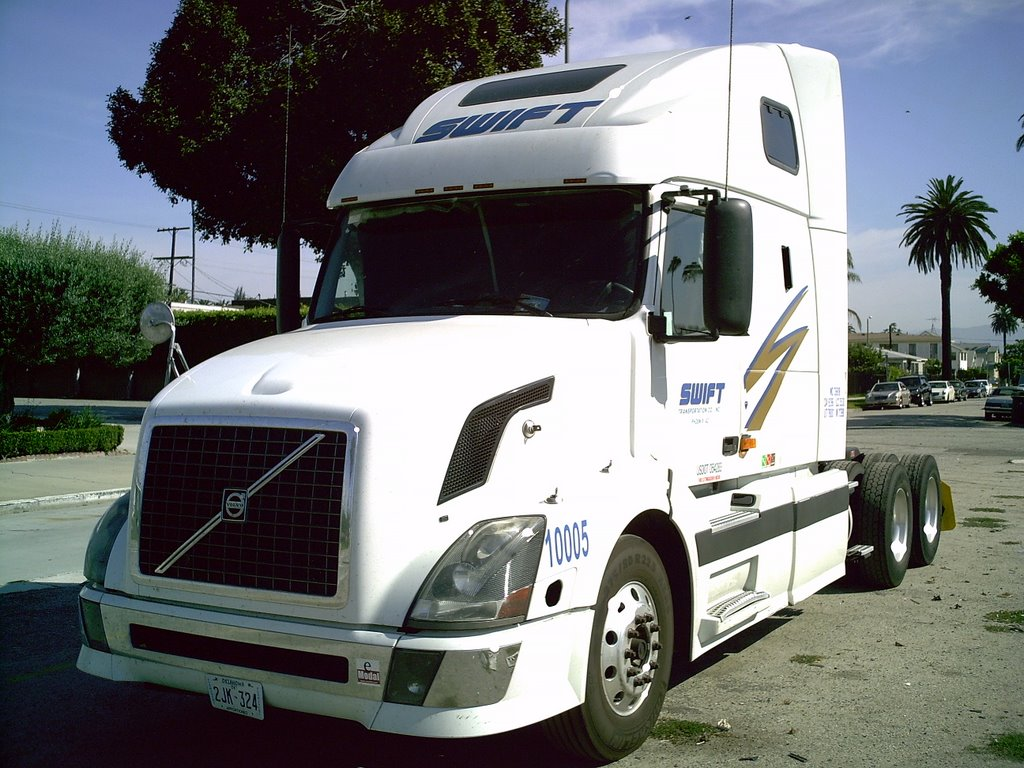
Тягач американського типу Volvo VNL 730

## Виробники тягачів в даний час
У наші дні[коли?] далеко не в кожній країні є власні виробники подібних машин. Україна одна з 14 подібних країн.
| Країна              | Марки вироблених автомобілів                                                                                               | додаткова інформація |
| ------------------- | --- | --- |
| Німеччина           | MAN, Mercedes-Benz | - |
| Швеція              | Volvo Trucks, Scania | - |
| Нідерланди          | DAF, GINAF | - |
| Франція             | Renault Trucks | Є частиною Volvo Trucks, Renault виробляє тільки кабіни і рами.                                                                                  |
| Російська Федерація | БАЗ, КамАЗ, УралАЗ, ГАЗ | - |
| Україна             | КрАЗ | Єдиний виробник вантажівок України |
| Білорусь            | МАЗ, МЗКТ | - |
| Італія              | IVECO | - |
| США                 | Kenworth, Peterbilt, Volvo Trucks US, Freightliner, International, Oshkosh, Mack, Western Star ,Tesla Motors , Caterpillar | - |
| Китай               | DongFeng, Sinotruk, Foton, FAW та інши                                                                                     | Являють собою піратські і ліцензійні копії європейських машин, іноді схрещуванням декількох європейських моделей.                                |
| Японія              | Hino, Isuzu, Nissan, Mitsubishi Fuso                                                                                       | Практично не використовуються за межами Японії. У порівнянні з Європейськими та Американськими є досить примітивними і недорозвиненими машинами. |
| Південна Корея      | Samsung, Hyundai | Так само вкрай примітивні, але дешеві машини. |
| Індія               | Ashok Leyland, BharatBenz, Tata Motors                                                                                     | - |
| Фінляндія           | Sisu | Вкрай рідкісна машина навіть для самої Фінляндії                                                                                                 |

## Виноски
1. ↑  Тягач | Autoline Україна. autoline.ua (укр.). Процитовано 23 листопада 2023.
2. ↑  Кременчуцький завод комунальної техніки АЛЬФАТЕКС представив масштабну експозицію на виставці «Ефективні рішення для відбудови». Всі новини Кременчука на сайті Кременчуцький ТелеграфЪ (укр.). Процитовано 23 листопада 2023.
3. ↑   Шугуров Л. М., Ширшов В. П. Автомобили Страны Советов. — М. : ДОСААФ, 1983. — С. 40. — 150 000 прим.